# Шемейкка, Петри
Пе́три Шеме́йкка (карел. Petri Šemeikka, Пётр Иванович Шемейкка; 1825 — 11 апреля 1915) — карельский сказитель, рунопевец.

## Биография

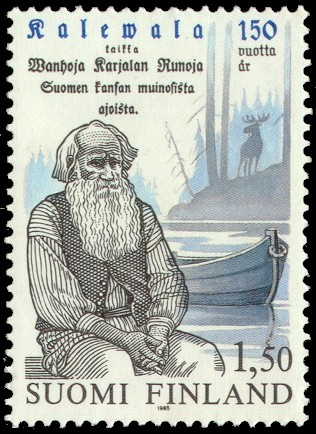
Почтовая марка (Финляндия)

Родился в крестьянской семье, его предки были с севера Карелии.
В дневниковых записях своего путешествия по Приладожью в 1841—1842 годах, Элиас Лённрот писал: «…в окрестностях Суйстамо ещё поют о Вяйнямёйнене». Шемейкка был известен как лучший исполнитель народных эпических песен. В 1900 году Петри Шемейкка был приглашён на праздник песни в Хельсинки, его игру на кантеле высоко оценил финский композитор Ян Сибелиус.
В 1935 году, в честь столетия со дня первого издания карело-финского эпоса «Калевала», в Сортавале на площади Вяйнемёйнена был установлен памятник рунопевцу, изображающий Петри Шемейкку с национальным инструментом кантеле.